# Monako na Letnich Igrzyskach Olimpijskich 2000
Reprezentacja Monako na Letnich Igrzyskach Olimpijskich 2000 w Sydney liczyła jednego zawodnika.

## Występy reprezentanta Monako

### Pływanie
Mężczyźni 100m w stylu klasycznym
- Sylvain Faure

1. Eliminacje — 1:05.51 (nie awansował dalej)